# 陳志 (遂安伯)
陳志（？—1410年），四川等處行中書省重慶路巴縣（今四川省重慶市）人，明朝軍事將領、靖難之役人物。
洪武年間，擔任燕山中護衛指揮僉事。靖難之役時，跟從朱棣起兵，累升都指揮同知，封遂安伯。其為人恭謹受知、始終不懈。永乐八年去世。